# Humster
 (mai 2024).
Un humster est une lignée cellulaire hybride fabriquée à partir d’un ovocyte de hamster sans zona fécondé avec du sperme humain. Il est toujours constitué de cellules uniques et ne peut pas former un être multicellulaire. Les Humsters sont généralement détruits avant de se diviser en deux cellules ; s’ils étaient isolés et laissés seuls à se diviser, ils ne seraient toujours pas viables.
Les Humsters sont régulièrement créés principalement pour deux raisons :
- Pour éviter les problèmes juridiques liés au travail avec des lignées de cellules souches embryonnaires humaines pures.
- Évaluer la viabilité du sperme humain pour la fécondation in vitro

Les hybrides de cellules somatiques entre humains et hamsters ou souris ont été utilisés pour la cartographie de divers caractères depuis au moins les années 1970.

## Voir également
- Test d'ovule sans hamster zona
- Hybride humain-animal
- ADN RECOMBINANT